# LOVE IS DEAD
「LOVE IS DEAD」（ラブ・イズ・デッド）は、D'espairsRayの14枚目のシングル。2010年4月14日発売。

## 解説
メジャーデビュー後2枚目となるシングル。着うたがレコチョク・ロックうたランキングで4月7日付のデイリーランキングで1位、4月13日付のウィークリーランキングで2位を記録、オリコンでも初日のデイリーチャートでは自己最高の14位を記録した。また発売日には8月にワールドツアーをすることが発表された。
初回限定盤、通常盤の2パターンで発売。初回限定盤には「LOVE IS DEAD」のPVが収録されたDVDを付属、通常盤には初回限定盤に収録されていない「CROSSED ARROWS」が収録されている。

## 収録曲
1. LOVE IS DEAD
（作詞：HIZUMI 作曲：Karyu）
2. WEDICIИE
（作詞：HIZUMI 作曲：TSUKASA）
  - タイトルの読みは「MEDICINE」で、鏡に映すとそのように見える言葉遊びになっている。
3. CROSSED ARROWS
（作詞：HIZUMI 作曲：Karyu）
  - 通常盤にのみ収録。